# Amélia Muge
Amélia Muge (Maputo, Mozambique, 7 de febrero de 1952) es una cantante y compositora portuguesa. Ha cultivado el fado, la música tradicional y la música popular.

## Biografía
Nacida en Lourenço Marques (actual Maputo), antigua capital de Mozambique durante el periodo colonial portugués. El nivel económico familiar le permitió dar clases de piano y de baile, y formar parte de grupos de teatro amateur. También formó, con su hermana Teresa el grupo «Irmãs Muge», ganador en 1967 de un tercer puesto en el I Festival da Canção Ligeira de Lourenço Marques. Se trasladó a Europa en 1974 donde estudiaría Bellas Artes e Historia.
Su primer disco Múgica se publicó en 1992, producido por Antonio José Martins, al que seguiría dos años después Todos os Dias, producido por José Mário Branco, con quien firmaría en 1995 el espectáculo Maio maduro maio recogido en disco y con la participación de João Afonso, en homenaje a Zeca.
En 2006 formó parte del proyecto «Cantos na Maré», y dos años después presentó el espectáculo "Uma Autora, 202 Canções". Con el griego Michales Loukovikas, produjo "Periplus", nominado en el Premio Autores de la Sociedad Portuguesa de Autores en la categoría de Mejor Álbum de 2012. Recibió dos veces el Prémio José Afonso concedido por el ayuntamiento de Amadora, por sus trabajos Taco A Taco y Maio maduro maio.
Ha adaptado obra de la lírica tradicional portuguesa, o de autores como Cesário Verde, Fernando Pessoa, o pintores como Grabato Dias (António Quadros). Ha escrito canciones para Pedro Moutinho, Rui Júnior, O Ó que Som tem y Cristina Branco; y ha colaborado musicalmente con Júlio Pereira, Amancio Prada, Mafalda Arnauth, Uxía, Ray Lema, Camerata Meiga, y con Elena Ledda y Lucilla Galiazzi dentro del colectivo "Terras do Canto".

## Discografía
- Múgica (UPAV, 1992)
- Todos os Dias (Sony, 1994)
- Maio Maduro Maio, con João Afonso y José Mário Branco (Sony, 1995)
- Taco a taco (Polygram, 1998)
- Novas vos Trago (1998)
- A Monte (Vachier, 2002)
- Não Sou Daqui (Vachier, 2007)
- Uma Autora, 202 Canções (Carácter Ediora, 2009)
- Periplus Deambulações Luso-gregas (2012)